# 都築直子
都築 直子（つづき なおこ、1955年8月12日 - ）は日本の歌人、小説家、スカイダイビング・インストラクター。

## 経歴
東京都生まれ。上智大学外国語学部仏語学科を卒業してスカイダイビング・インストラクターになり、その後、小説家、歌人という順に転身した異色の経歴を持つ。
短歌に関心を持ったきっかけは穂村弘が新聞に連載したエッセイ。中部短歌会にて春日井建に師事。春日井建没後、前川佐美雄が創刊した「日本歌人」に拠る。ただし、作風としては高野公彦及び小池光の影響が強い。
1989年、「エル・キャプ」 により第53回小説現代新人賞を受賞。2006年、日本歌人新人賞を受賞。2007年、歌集『青層圏』により第13回日本歌人クラブ新人賞及び第51回現代歌人協会賞を受賞。2013年1月より12月まで、砂子屋書房のサイトで「一首鑑賞＊日々のクオリア」を連載。

## 著書
- 『わたし、ピーター・パン！』（1985、立風書房）
- 『青い空（ブルー・スカイズ）黒い死（ブラック・デス）』（1991、講談社）
- 『フリーク・シスターズ』（1991、早川書房）
- 『ダイスをころがせ』（1992、講談社）
- 『二十四粒の宝石　超短編小説傑作集』（共著、1995、講談社）
- 『空の鼓動にふれよ』（1999、毎日新聞社）
- 歌集『青層圏』（2006、雁書館）
- 歌集『淡緑湖』（2010、本阿弥書店）